# Rač (Dubá)
Rač je název jednoho z řady skalních hřebenů na území Chráněné krajinné oblasti Kokořínsko – Máchův kraj jižně od městečka Dubá a východně od vesničky Zakšín v okrese Česká Lípa v Libereckém kraji. Na konci hřebenu se nachází zřícenina hradu Pustý zámek.

## Popis Rače
Jedná se o poměrně dlouhý zalesněný skalní hřeben, dosahující nadmořské výšky 387 metrů. Oproti potoku Liběchovka tekoucím při jeho západní straně je o 145 metrů výše. Na jeho západním okraji se nalézá zřícenina hradu Pustý zámek, patřícího kdysi Berkům z Dubé. Hřeben není jednolitý, je zvrásněn, složen z řady skalních bloků.

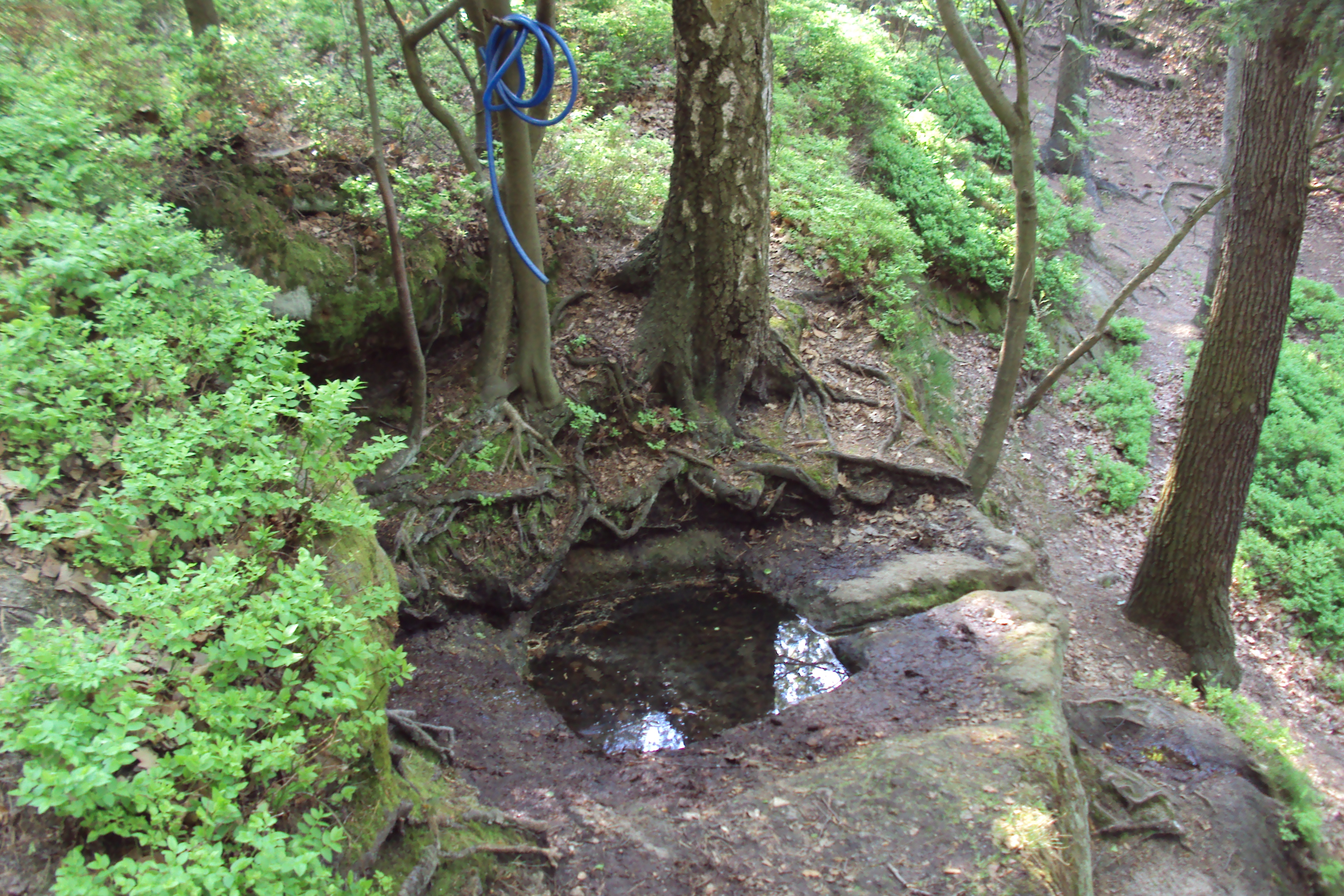
Trampská skalní studánka

V sousedství Rače se nalézá 1,5 km na východ obdobný menší skalní ostroh zvaný Panenská skála, resp. Trubadůr, jehož pískovcové věže jsou opatřeny pokličkami z železitých slepenců. Celou oblast severní části Kokořínska nazývali obyvatelé převážně německého jazyka Dubauer Schweiz, tedy Dubské Švýcarsko. Geomorfologicky je řazena do Polomených hor, díky Liběchovce patří oblast k povodí Labe.
Mimo zmíněného hrádku stálo na Rači několik chalup a chat. Dvě z nich na východnější straně nazývali Němci v 19. století Ratschhäuser.

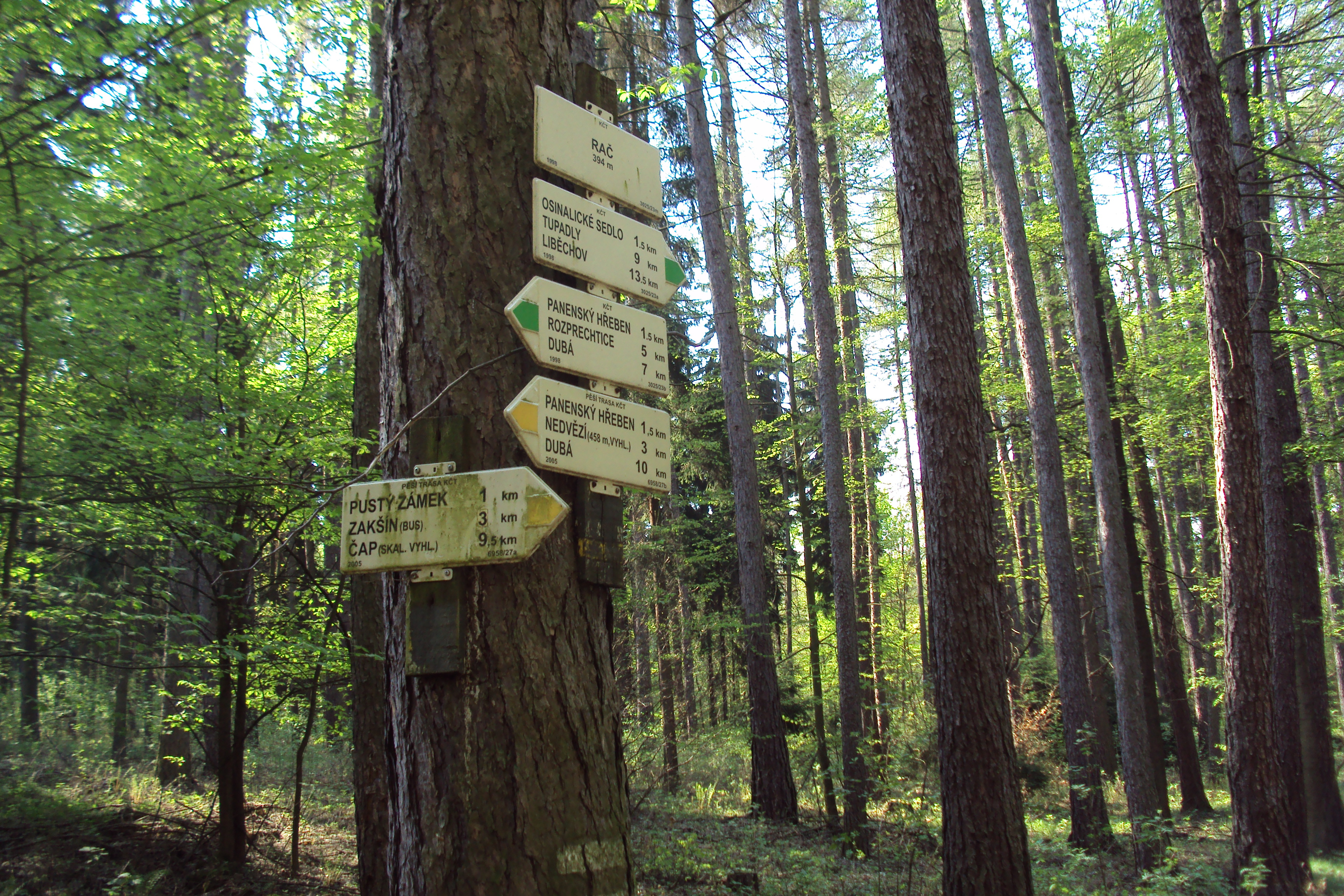
Rozcestník na vrcholu Rače

## Přístup
Oblast je protkána řadou turistických cest. Od Zakšína k Pustému zámku a pak nahoru je vyznačena trasa žlutě, po hřebeni Rače je vedena trasa zelená a obě na se na vrcholu setkávají. Podél toku potoka Liběchovka hluboko pod východní stranou Rače je vedena frekventovaná silnice I/9 z Prahy na Českou Lípu.
Při JV straně hřebenu se nachází trampy ošetřovaná skalní studánka, u níž je postaven kříž.